# Eduard Morres
Eduard Otto Morres (* 15. Juni 1884 in Brassó (deutsch Kronstadt, rumänisch Brașov), Königreich Ungarn, Österreich-Ungarn; † 7. Februar 1980 in Zeiden) war ein Maler, Zeichner und Kunsttheoretiker.

## Leben
Eduard Morres war der Sohn von Eduard Morres und Josefine Morres, geb. Hintz, und das älteste von fünf Kindern. Seine Eltern gehörten zum traditionsbewussten, gebildeten Bürgertum Kronstadts. In seiner Heimatstadt besuchte er das deutsche Honterusgymnasium. Nach dem Abitur 1903 folgte eine Abiturientenreise in den Orient, die ihn von Konstantinopel, an der östlichen Küste des Mittelmeers entlang bis nach Palästina und Ägypten führte.
Von 1903 bis 1904 absolvierte Morres ein Studium an der Zeichenlehrerakademie in Budapest, unter anderen bei den Professoren László Hegedűs und Edvi Illés. In der Zeit von 1904 bis 1906 studierte er an der Großherzoglich-Sächsischen Kunstschule Weimar u. a. in der Zeichenklasse von Ludwig von Hofmann und in der Klasse für landschaftliche Studien bei Theodor Hagen. Er hatte hier das Stipendium für begabte Künstler der Großherzog-Wilhelm-Ernst-Stiftung zugesprochen bekommen. Danach  setzte Morres von 1906 bis 1908 sein Studium an der Akademie der Bildenden Künste München  bei den Professoren Hugo von Habermann (Porträtmalerei), Peter Halm (Radierung) und Ludwig von Löfftz (Malen und Zeichnen) fort.
Nach dem k.k.-Militärdienst in Siebenbürgen folgte 1909 bis 1910 ein ihn prägender Studienaufenthalt in Paris, wo er Kontakt zu damals schon bekannten Malern der Schule von Barbizon hatte. In seine Heimat zurückgekehrt, erteilte er Malunterricht. Eine seiner bekanntesten Schülerinnen war Grete Copony, später bekannt als Grete Csaki-Copony. Nach einem längeren Malaufenthalt in Deutsch-Weisskirch zeigte Morres in Kronstadt seine erste Eigenausstellung. Es folgten weitere Malaufenthalte und Reisen durch Siebenbürgen sowie nach Prag, Krakau, Lemberg, Rom, Fiesole, Siena, Perugia, Assisi und Venedig.
Während des Ersten Weltkriegs diente Morres als k.u.k.-Leutnant und Oberleutnant. Nach dem Krieg folgte für ihn eine schwere Zeit, doch auch eine fruchtbare Phase seines künstlerischen Schaffens: Malaufenthalte in den siebenbürgischen Bergen, Vorträge über deutsche Kunst und eine reiche publizistische Tätigkeit, Aktmodellzeichnen für einen Kreis von Kollegen, Mitarbeit beim damaligen Burzenländer Sächsischen Museum, Kronstadt.

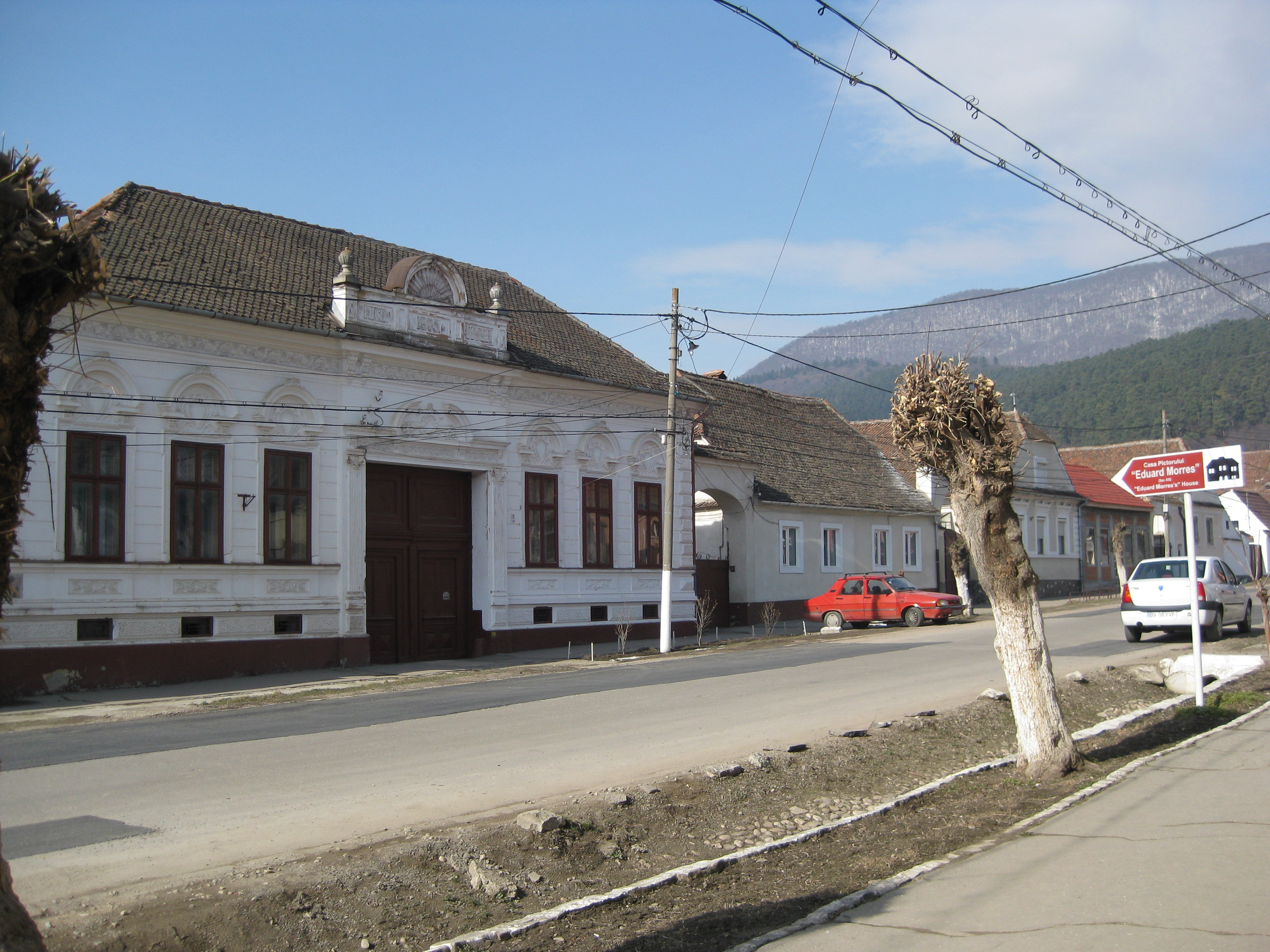
Wohnhaus von Eduard Morres in Zeiden

1928 reiste Morres „auf den Spuren der Gotik“ im Besonderen und der Malerei überhaupt durch Österreich und Deutschland. Die  letzte Reise ins Ausland führte ihn 1937 nach Deutschland, bevor er 1942 mit seiner Familie nach Zeiden zog, wo er die zweite Hälfte seines Lebens verbrachte.
Um seine Familie ernähren zu können – er hatte mit seiner Frau Marie Morres, geb. Teutsch, zwei Kinder – nahm er immer wieder verschiedene Arbeitsstellen an; so z. B. war er zehn Jahre lang Verwalter in der Papierfabrik Bușteni, außerdem nahm er Auftragsarbeiten an; so entstanden u. a. zahlreiche Porträts.
1946 trat er als freischaffender Künstler in die neugegründete Gewerkschaft Bildender Künstler (Sindicatul Artiştilor Plastici) ein. Später wurde er auch Mitglied im Fondul Plastic und im Verband Bildender Künstler Rumäniens (Uniunea Artiştilor Plastici din România, U.A.P.) ein.
1956 war Morres in seiner Wahlheimatstadt Zeiden Mitbegründer des „Literatur- und Vortragskreises Michael Königes“, als dessen Ehrenpräsident er bis zu seinem Tod 1980 vorstand.

## Wertung
Eduard Morres gehörte zu den bedeutendsten Künstlern Rumäniens. Heute kann gesagt werden, „dass dieser Maler nicht nur ein Meilenstein des siebenbürgischen Kunstgeschehens war, sondern auch ein europäisches Format  hatte.“ Maßgeblich geprägt von der Freilichtmalerei (auch Pleinairmalerei) der Schule von Barbizon war „Eduard Morres [...]  ein Heimatmaler, so, wie in gewissem Sinne einige seiner berühmten Vorbilder und „Vorgänger“, Ferdinand Georg Waldmüller, Jean-François Millet, Adolph von Menzel, Franz von Defregger, Paul Cézanne, Wilhelm Leibl, Vincent van Gogh u. a., in deren Werk immer wieder die Natur und besonders das Genrehafte vorherrschen.“
Im Mittelpunkt seiner Landschaftsbilder (Ölgemälde, Aquarelle und Zeichnungen) stand „die innerliche Beziehung zu den Menschen, zur heimatlichen Natur und Landschaft“
der „siebenbürgische Mikrokosmos“ [...] doch „sprengt er den Rahmen der verklärenden, manchmal süßlich verkitschten und deshalb von der Kunstkritik häufig verpönten Heimatmalerei“

## Wichtige Ausstellungen

### Eigenausstellungen (Auswahl)

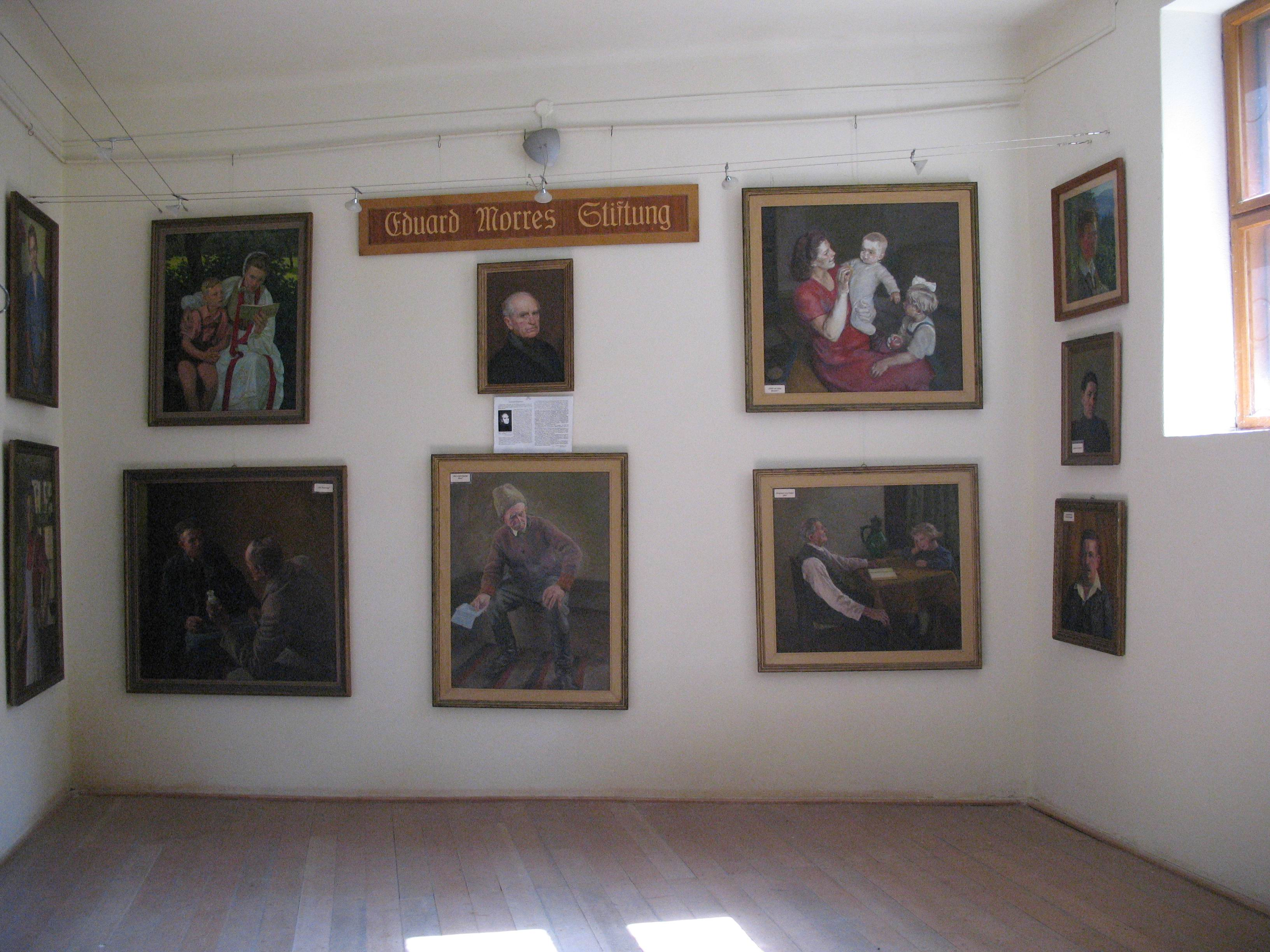
Ausstellungsraum der Eduard-Morres-Stiftung in Zeiden

- 1912: Eigenausstellung im Schauraum des Städtischen Kaufhauses,  Kronstadt (Brașov).
- 1914: Kollektivausstellung im Saal des Sebastian-Hann-Vereins, Ortsgruppe Hermannstadt (Sibiu).
- 1919: Blauer Saal der Redoute, Kronstadt – „Kollektivausstellung Eduard Morres“.
- 1920: Saal des Sebastian-Hann-Vereins, Hermannstadt.
- 1920: Auditorium des Evangelischen Gymnasiums, Hermannstadt.
- 1921: Saal des Sächsischen Kasinos, Kronstadt.
- 1921: Kleine Galerie Bukarest – „Kollektivausstellung Eduard Morres“.
- 1922: Schauraum des Städtischen Kaufhaus, Kronstadt.
- 1923: Galerie im Eispavillon, Hermannstadt, Veranstalter: Sebastian-Hann-Verein, Ortsgruppe Hermannstadt.
- 1924: Kunst-Galerie in Schäßburg (Sighişoara).
- 1925: Klingsor-Galerie, Kronstadt.
- 1927: Blauer Saal der Redoute, Kronstadt.
- 1927: Malersaal des Brukenthal-Museums, Hermannstadt.
- 1932: Ausstellungssaal des Brukenthal-Museums, Hermannstadt.
- 1934: Weißer Saal der Redoute, Kronstadt
- 1937: Blauer Saal der Redoute, Kronstadt.
- 1940: Weißer Saal der Redoute, Kronstadt.
- 1959: Saal der UAP, Große „Retrospektivausstellung des Malers Eduard Morres“ / „Expoziţia retrospectivă a pictorului Eduard Morres“ (Veranstalter: Verband der Bildenden Künstler, Stalinstadt / Uniunea Artiştilor Plastici, Filiala Oraşul Stalin,  Fondul Plastic).
- 1965: Saal des Kulturhauses Zeiden (Casa de cultură Codlea).
- 2014: Ausstellungsräume im Haus des Deutschen Ostens (HDO), München – „Reflexe in Licht und Schatten. Eduard Morres als Bote der Freilichtmalerei.“
- 2023: Siebenbürgisches Museum, Gundelsheim – Eduard Morres – Ein Künstlerleben.

### Teilnahme an Gruppenausstellungen (Auswahl)
- 1912: Galerie der „Műcsarnok“ (Kunstkammer), Budapest.
- 1913: Galerie der „Műcsarnok“, Budapest.
- 1920: Galerie Maison d’Art, Bukarest.
- 1923: Gemeinschaftsausstellung mit Fritz Mieß, Schaumraum des Städtischen Kaufhauses, Kronstadt.
- 1932: Kollektivausstellung im „Salonul Oficial“, Bukarest.
- 1937: „Erste Gesamtschau deutscher Künstler in Romänien. Braşov – Kronstadt“,
- 1937: Galerie im Scherg-Palais, Kronstadt.
- 1938:  „Zweite Gesamtschau deutscher Künstler Rumäniens. Braşov – Kronstadt“, Galerie im Scherg-Palais, Kronstadt.
- 1939: „Kunstausstellung der Ortsgruppe Kronstadt des Verbandes Deutscher Künstler Rumäniens (V.D.K.R.) für das Winterhilfswerk“, Scherg-Palais, Kronstadt.
- 1941: „Zweite gesamtdeutsche Kunstausstellung“, Kronstadt.
- 1942: „Ausstellung der Kronstädter Künstler“ (Veranstalter: Kulturkammer der Deutschen Volksgruppe in Rumänien. Kammer der Bildenden Künste), Kronstadt.
- 1942: Neues Museum, Stuttgart; Kunstsaal in Saarbrücken, Diedenhofen/Lothringen – Erste große Wanderausstellung „Deutsche Künstler aus Rumänien“ (Veranstalter: Gauverband Württemberg des Volksbundes für das Deutschtum im Ausland im Ehrenmal der deutschen Leistung im Ausland).
- 1943: „Ausstellung der Kronstädter Künstler in den Ausstellungshallen der Volksgruppe“ (Veranstalter: Kulturkammer der Deutschen Volksgruppe in Rumänien. Kammer der bildenden Künste), Kronstadt.
- 1944: Künstlerhaus, Wien und Salzburg, danach Saal im Breslauer Schloß, Breslau – Zweite große Wanderausstellung „Kunstausstellung. Deutsche Künstler aus Rumänien“.
- 1947: Saal der Künstlergewerkschaft, Gemäldeausstellung 1947 der Gewerkschaft der Bildenden Künstler, Schriftsteller und Journalisten / „Expoziţia de pictură a pictorilor din Sindicatul mixt de Artişti-Scriitori şi Ziarişti pe anul 1947“ (Veranstalter: Kreisrat der Vereinten Gewerkschaften, Kronstadt / Consiliul Judeţean al Sindicatelor Unite din Braşov).
- 1949: Saal der UAP (Uniunea Artiştilor Plastici), Gemäldeausstellung der bildenden Künstler in Kronstadt / „Expoziţia de pictură a artiştilor plastici din Braşov“.
- 1954: Saal der UAP – Jahresausstellung der bildenden Künstler, Stalinstadt / „Expoziţia Anuală de Stat a Artelor plastice, Oraşul Stalin“, Kronstadt.
- 1956: Saal der UAP – Regionsausstellung der bildenden Künstler / „Expoziţia regională de artă plastică“, Kronstadt.
- 1957: Saal der UAP – Regionsausstellung der bildenden Künstler / „Expoziţia Regională de artă plastică“, Kronstadt.
- 1962: Saal der UAP – Regionsausstellung der bildenden Künstler /  „Expoziţia regională de artă plastică“. (Veranstalter: Kreiskomitee für Kultur und Kunst, Verband der Bildenden Künstler, Kronstadt / Comitetul Regional pentru Cultură şi Artă, Uniunea Artiştilor Plastici, Filiala Braşov), Kronstadt.
- 1975: Arta-Saal – Malerei und Graphik / „Pictură si grafică“. Gemeinschaftsausstellung mit Conrad Vollrath-Veleanu und Ion Vlădăreanu (Veranstalter: Kreiskomitee für Kultur und Sozialistische Erziehung, Kronstadt, Kreismuseum Kronstadt und Verband der Bildenden Künstler, Kronstadt / Comitetul de Cultură şi Educaţie Socialistă al Judeţului Braşov, Muzeul Judeţean, Uniunea Artiştilor Plastici, Filiala Braşov).
- 1978: Arta-Saal, Kollektivausstellung bildender Künstler, Kronstadt.
- 1978: Galerie im deutschen Kulturhaus „Friedrich Schiller“ – „77 zeitgenössische rumäniendeutsche  Künstler stellen aus“ (Veranstalter: Ingo Glass), Bukarest.

### Eigene Schriften
- Selbstzeugnis. In: Adolf Meschendörfer (Hrsg.): Aus Kronstädter Gärten. Kunstleben einer sächsischen Stadt im Jahre 1930. Verlag Krafft & Drotleff, Hermannstadt 1930, S. 195–196.
- Getrennte Wege. In: Karpatenrundschau. (Kronstadt), 7/35, 30. August 1974, S. 5.
- Mein Lebensweg, 1974. (Typoskript).
- mit Helfried Weiss und Harald Meschendörfer: Hans Eder – 90 Jahre seit seiner Geburt. In: Karpatenrundschau. (Kronstadt), 6/16, 20. April 1973, S. 8–9.
- Vincent van Gogh. In: Volk und Kultur. (Bukarest), 20/5, 1968, S. 35–36.
- Eduard Morres, Maler. Daten für das Künstlerlexikon. Dezember 1947 (Manuskript).
- Selbstzeugnis (Credo). In: Aus Kronstädter Gärten. Johann Gött Verlag, Kronstadt 1930, S. 195–196.
- Tagebücher. Chronik und andere Aufzeichnungen, begonnen i. J. 1910. Heft I–XXIX. (20.VI.1910-20.V.1978, es fehlen d. Hefte III und XIV).

### Monographien, Kataloage
- Brigitte Stephani: Reflexe in Licht und Schatten. Eduard Morres als Bote der Freilichtmalerei. Katalog zur Ausstellung. München 2014, ISBN 978-3-927977-36-5.
- Brigitte Stephani: Eduard Morres. Ein siebenbürgischer Künstler (1884–1980). München / Heidelberg 2006, ISBN 3-929848-57-0.
- Mihai Nadin: Pictori din Brașov. Editura Meridiane, Bukarest 1975.

### Studien, Artikel
- Claus Stephani: Täglich einmal ins Palais du Louvre. Rumänische Künstler in Frankreich / Zu einem Buch von Gabriel Badea-Păun. In: Allgemeine Deutsche Zeitung für Rumänien. (Bukarest), 30. Dezember 2015, S. 11.
- Gabriel Badea-Păun: Pictori români în Franța, 1834–1839. Noi Media Print, București 2012, ISBN 978-606-572-014-5, S. 178.
- Brigitte Stephani: Zum 130. Geburtstags des Malers Eduard Morres. In: und – Das Münchner Kunstjournal. (München). 31. Jg., Heft 55, April–Juni 2014, S. 31.
- Brigitte Stephani: Der Rhythmus einer Landschaft. Zu den Tagebüchern von Eduard Morres. In: Forschungen zur Volks- und Landeskunde. Editura Academiei Române, Bukarest, Band 49/2006, S. 73–80.
- Gudrun-Liane Ittu: Eduard Morres – Maler von europäischem Format. In: Siebenbürgische Zeitung. (München), 14. September 2006.
- Brigitte Nussbächer (= Brigitte Stephani): Die Nähe der siebenbürgischen Landschaft. Zum 25. Todestag des Zeichners und Malers Eduard Morres. In: Siebenbürgische Zeitung. (München), 55/5, 31. März 2005, S. 5.
- Doina Udrescu: Deutsche Kunst aus Siebenbürgen in den Sammlungen des Brukenthalmuseums Hermannstadt (1800–1950). 1. Band: Malerei, Plastik. Sibiu, 2003. Über Eduard Morres S. 89, 195–196.
- Brigitte Nussbächer: „Ein Wald wie ein Dom“. Zu den Zeichnungen von Eduard Morres. In: Neue Kronstädter Zeitung. (München), 18/1, 26. März 2002, S. 6–7.
- Marius Joachim Tǎtaru: Eduard Morres – der kompromisslose Traditionalist. In: Siebenbürgische Zeitung. (München), 44/9, 15. Juni 1994, S. 10.
- Rohtraut Wittstock-Reich: Einen Platz in den Heimen seiner Landsleute gefunden. Sieben Jahrzehnte der Malerei gewidmet. Nach einem Besuch bei Eduard Morres notiert. In: Brigitte Stephani (Hrsg.): Sie prägten unsere Kunst. Studien und Aufsätze. Dacia Verlag, Cluj-Napoca 1985, S. 217–219.
- Brigitte Stephani: Zum 100. Geburtstag von Eduard Morres. In: Tribuna României. Die deutsche Seite (Bukarest), 13/271, 1. Juli 1984, S. 14.
- Brigitte Nussbächer: Harmonische Einheit. Die Stiftung Eduard Morres. In: Volk und Kultur. (Bukarest), 23/9, 1981, S. 18–19.
- Franz Storch: Eduard Morres öffnet sein Malerkästchen... Aufzeichnungen von einem letzten Gespräch. In: Volk und Kultur. (Bukarest), 32/3, 1980, S. 12–15.
- Claus Werner (= Claus Stephani): Klares Fundament. Gedanken zu Eduard Morres. In: Neue Literatur. (Bukarest), 31/4, 1980, S. 113–114.
- Rolf Schuller: Eduard Morres. Der Maler des Burzenlandes 85 Jahre alt. In: Hermannstädter Zeitung. (Hermannstadt), 2/75, 13. Juni 1969, S. 7.
- Elisabeth Axmann: Bild der Heimat. Zum achtzigsten Geburtstag des Malers Eduard Morres. In: Neuer Weg. (Bukarest), 16/4700, 12. Juni 1964, S. 4.
- Claus Stephani: Besuch bei Eduard Morres. (Atelierbesuch) In: Neue Literatur. (Bukarest), 15/3, 1964, S. 147.
- I. Al. Bran-Lemeny: Pictura lui Eduard Morres. /  Die Malerei von Eduard Morres. In: Brașovul Literar. Juni 1933, S. 118.
- I. Al. Bran-Lemeny: Pictorul Eduard Morres. /  Der Maler Eduard Morres. In: Brașovul Literar. April 1933, S. 92.
- Erhard Antoni: Die Kunst Eduard Morres'. Zu seiner Kronstädter Ausstellung. In: Kronstädter Zeitung. (Kronstadt), 94/259, 1930, S. 5.
- (-) Brăniștean: Interesantâ expoziție a d-lui Eduard Morres. / Eine interessante Ausstellung des Herrn Eduard Morres. In: Adevărul. 10. Dezember 1920.